# Déjà mort
Déjà mort es una película dramática francesa de 1998 dirigida por Olivier Dahan y protagonizada por Romain Duris, Benoît Magimel y Zoé Félix.

## Argumento
Laure (Zoé Félix) es una joven veinteañera que quiere alcanzar el estrellato. Para conseguirlo, su novio Andréa (Clément Sibony) la lleva ante David y Romain (Benoît Magimel y Romain Duris), dos rumbosos de la Costa Azul que regentan una agencia erótica de fotografía.
Mientras Laure y Andréa disfrutan en el mundo del sexo, del dinero fácil y de la droga, Irán adentrándose en una trampa "llena de lujos".

## Reparto
- Romain Duris es Romain.
- Benoît Magimel es David.
- Zoé Félix es Laure.
- Clément Sibony es Andréa.
- Carlo Brandt es Mallo.
- Isaac Sharry es Alain.
- Yves Beneyton es Padre de David.
- Ashley Wanninger es Nils.
- Cylia Malki es Chloé.
- Julie Cittadini es Céline.
- Tara Dreyfous es Jade.
- Saskia Mulder es Petra.
- Didier Menin es Director de cine porno.
- Caroline Salesses es Estelle.
- Olivia Del Rio es Debbie.

Actrices porno:
- Laure Sainclair es Actriz Porno.
- Chipy Marlow es Actriz Porno.
- Zabou es Actriz Porno.
- Magella Pepino es Actriz Porno.
- Coralie Trinh Thi es Actriz Porno.